# Championnats du monde de trampoline 1998
Navigation
Édition précédente Édition suivante
Les 20e Championnats du monde de trampoline se déroulent à Sydney (Australie) du 9 au 11 octobre 1998.

## Résultats

### Hommes

#### Trampoline individuel
| Rang | Gymnaste          | Pays        | Points |
| ---- | ----------------- | ----------- | ------ |
|      | German Knytchev   | Russie      | 109.2  |
|      | Nikolai Kazak     | Biélorussie | 109.0  |
| =    | Eugeni Beliaev    | Biélorussie | 108.1  |
| =    | Emmanuel Durand   | France      | 108.1  |
| 5    | Alexandr Russakov | Russie      | 107.9  |
| 6    | Paull Smyth       | Royaume-Uni | 103.6  |
| 7    | Stefan Reithofer  | Allemagne   | 103.2  |
| 8    | Chris Mitruk      | Canada      | 102.5  |

#### Trampoline par équipe
| Rang | Pays        | Gymnastes                                                                    | Points |
| ---- | ----------- | ---------------------------------------------------------------------------- | ------ |
|      | Russie      | Alexander Russakov German Knytchev Alexander Moskalenko Michail Tchepilevski | 122.50 |
|      | Biélorussie | Vladimir Kakorko Nikolai Kazak Eugueni Beliaev Oleg Bondarik                 | 119.30 |
|      | France      | Sébastien Laïfa Guillaume Bourgeon David Martin Emmanuel Durand              | 118.8  |
| 4    | Allemagne   | Michael Serth Markus Kubicka Thorsten Windusch Stefan Reithofer              | 112.10 |
| 5    | Ukraine     | Zhan Yordanov Sergei Bukhovtsev Alexandr Chernonos                           | 79.60  |

#### Trampoline synchro
| Rang | Gymnaste                             | Pays        | Points |
| ---- | ------------------------------------ | ----------- | ------ |
|      | David Martin Emmanuel Durand         | France      | 134.40 |
|      | Nikolai Kazak Vladimir Kakorko       | Biélorussie | 132.50 |
|      | Sergei Bukovtsev Alexanndr Chernonos | Ukraine     | 130.50 |
| 4    | Michael Serth Stefan Reithofer       | Allemagne   | 128.60 |
| 5    | Mads Sejerøe Mads Ledstrup           | Danemark    | 127.20 |
| 6    | Daisuke Nakata Keita Sugai           | Japon       | 126.40 |
| 7    | Aleksandr Moskalenko German Knychev  | Russie      | 124.20 |
| 8    | Brian Camp Daniel Neale              | Royaume-Uni | 123.40 |

#### Tumbling
| Rang | Gymnaste           | Pays     | Points |
| ---- | ------------------ | -------- | ------ |
|      | Levon Petroian     | Russie   | 86.03  |
|      | Daniel Avakian     | Russie   | 83.30  |
|      | Tomasz Kies        | Pologne  | 80.56  |
| 4    | Luis Nunes         | Portugal | 79.80  |
| 5    | Alexandre Dechanet | France   | 79.60  |
| 6    | Nicolas Fournials  | France   | 78.67  |
| 7    | Sergio Morais      | Portugal | 77.47  |
| 8    | Tseko Mogotsi      | Japon    | 73.90  |

#### Tumbling par équipe
| Rang | Pays       | Gymnastes                                                            | Points |
| ---- | ---------- | -------------------------------------------------------------------- | ------ |
|      | Russie     | Daniel Avakian Levon Petroian Oleg Akinchine Eugeni Bogomolov        | 86.60  |
|      | États-Unis | Rayshine Harris Brian Beech Brad Davis Graylan Stewart               | 77.47  |
|      | France     | Nicolas Fournials Alexandre Dechanet Joseph Imbert Christopher Gigou | 77.20  |
| 4    | Danemark   | Martin J. Nielsen Flemming Johansen Rune Kristensen                  | 75.80  |
| 5    | Portugal   | Luis Nunes Sergio Nascimento Eduardo Mendes Sergio Morais            | 75.43  |

#### Double mini-trampoline
| Rang | Gymnaste         | Pays      | Points |
| ---- | ---------------- | --------- | ------ |
|      | Rodolfo Rangel   | Brésil    | 24.88  |
|      | Joao Marques     | Portugal  | 24.13  |
|      | Chris Mitruk     | Canada    | 23.20  |
| 4    | Jeremy Brock     | Canada    | 22.60  |
| =5   | Jaime Castillejo | Espagne   | 22.33  |
| =5   | Paul Hadfield    | Australie | 22.33  |
| 7    | Diogo Faria      | Portugal  | 22.20  |
| 8    | Radostin Ratchev | Bulgarie  | 21.29  |

#### Double mini-trampoline par équipe
| Rang | Pays             | Gymnastes                                                     | Points |
| ---- | ---------------- | ------------------------------------------------------------- | ------ |
|      | Nouvelle-Zélande | Tom Delany Justin Dougal Chris Ormandy Damien McCown          | 36.27  |
|      | Canada           | Chris Mitruk Jeremy Brock Ben Snape Israel Martens            | 35.05  |
|      | Australie        | Ji Wallace Adrian Wareham Karl Shore Paul Hadfield            | 34.27  |
| 4    | Brésil           | Rodolfo Rangel Rodrigo Rodrigues Cicero Macedo Rogerio Troian | 34.53  |
| 5    | États-Unis       | Karl Heger Mark Griffith Brian Beech Byron Smith              | 34.13  |

### Femmes

#### Trampoline individuel
| Rang | Gymnaste                 | Pays        | Points |
| ---- | ------------------------ | ----------- | ------ |
|      | Irina Karavaeva          | Russie      | 104.6  |
|      | Oxana Tsyhuleva          | Ukraine     | 103.5  |
|      | Anna Dogonadze-Lilkendey | Allemagne   | 102.5  |
| 4    | Rusudan Khoperia         | Géorgie     | 100.9  |
| 5    | Karen Cockburn           | Canada      | 100.5  |
| =6   | Claire Wright            | Royaume-Uni | 99.60  |
| =6   | Natalia Karpenkova       | Biélorussie | 99.60  |
| 8    | Galina Lebedeva          | Biélorussie | 99.00  |

#### Trampoline par équipe
| Rang | Pays        | Gymnastes                                                              | Points |
| ---- | ----------- | ---------------------------------------------------------------------- | ------ |
|      | Russie      | Irina Karavaeva Natalia Chernova Marina Mourinova Tatiana Kovaleva     | 112.30 |
|      | Biélorussie | Galina Lebedeva Liudmila Padasenko Natalia Karpenkova Tatiana Petrenia | 110.10 |
|      | Ukraine     | Oxana Tsyhuleva Larisa Khreschik Elena Movchan Oxana Verbitskaya       | 108.2  |
| 4    | Canada      | Karen Cockburn Marianne Saint-Jacques Heather Ross-McManus Lydia Zanon | 107.60 |
| 5    | Royaume-Uni | Claire Wright Kirsten Lawton Jaime Moore Ellie Dixon-Jackson           | 107.00 |

#### Trampoline synchro
| Rang | Gymnaste                             | Pays        | Points |
| ---- | ------------------------------------ | ----------- | ------ |
|      | Tina Ludwig Anna Dogonadze-Lilkendey | Allemagne   | 130.10 |
|      | Oksana Tsyhuleva Olena Movchan       | Ukraine     | 129.10 |
|      | Natalia Chernova Tatiana Kovaleva    | Russie      | 126.40 |
| 4    | Natalia Karpenkova Galina Lebedeva   | Biélorussie | 124.50 |
| 5    | Sylwia Durlik Marta Kubiak           | Pologne     | 124.20 |
| 6    | Hiromi Hammoto Akiko Horiuchi        | Japon       | 121.40 |
| 7    | Magali Trouche Karine Pallanche      | France      | 120.80 |
| 8    | Lydia Zanon Karen Cockburn           | Canada      | 120.00 |

#### Tumbling
| Rang | Gymnaste              | Pays       | Points |
| ---- | --------------------- | ---------- | ------ |
|      | Elena Bloujina        | Russie     | 77.53  |
|      | Amanda Lentz          | États-Unis | 75.80  |
|      | Chrystel Robert       | France     | 75.00  |
| 4    | Karine Boucher        | France     | 73.84  |
| 5    | Tatiana Chakhnovskaia | Russie     | 72.47  |
| 6    | Lajeanna Davis        | États-Unis | 71.07  |
| 7    | Karen Stevens         | Canada     |        |
| 8    | Tania Santos          | Portugal   |        |

#### Tumbling par équipe
| Rang | Pays        | Gymnastes                                                   | Points |
| ---- | ----------- | ----------------------------------------------------------- | ------ |
|      | Russie      | Elena Bloujina Tatiana Chakhnovskaia Anna Korobeinkova      | 75.86  |
|      | France      | Chrystel Robert Marlène Bayet Melanie Avisse Karine Boucher | 74.94  |
|      | États-Unis  | Amanda Lentz Kendra Stucki Lajeanna Davis Erin Maguire      | 71.97  |
| 4    | Royaume-Uni | Kathryn Peberdy Melanie Thompson Leigh Rugman Zoe Styles    | 68.06  |
| 5    | Canada      | Karen Stevens Christy Jeanes Julie Hurst Iyana Gardner      | 66.40  |

#### Double mini-trampoline
| Rang | Gymnaste          | Pays             | Points |
| ---- | ----------------- | ---------------- | ------ |
|      | Kylie Walkerl     | Nouvelle-Zélande | 21.86  |
|      | Jennifer Parilla  | États-Unis       | 21.40  |
|      | Teodora Sinilkowa | Bulgarie         | 21.27  |
| 4    | Jacinta Harford   | Australie        | 21.20  |
| 5    | Saskia Demeyer    | Belgique         | 20.86  |
| 6    | Lisa Colussi      | Canada           | 20.73  |
| 7    | Irina Mut         | Allemagne        | 20.54  |
| 8    | Tara Sewell       | États-Unis       | 16.10  |

#### Double mini-trampoline par équipe
| Rang | Pays             | Gymnastes                                                   | Points |
| ---- | ---------------- | ----------------------------------------------------------- | ------ |
|      | Nouvelle-Zélande | Kylie Walker Rebecca Winstone Katrina Moodie Sarah Bradnock | 31.74  |
|      | Australie        | Lauren Gillett Elizabeth Cox Jackie Cully Jacinta Harford   | 31.60  |
|      | États-Unis       | Jennifer Parilla Tara Sewell Betsy Pottorff Gina Trapane    | 31.13  |
| 4    | Canada           | Lisa Colussi Cheryl Johnson Erin Arnason Joanne Gaumont     | 30.19  |
| 5    | Russie           | Tatiana Kovaleva Irina Vassilieva Marina Mourinova          | 28.89  |